# Międzynarodowy Wolontariat Don Bosco
Międzynarodowy Wolontariat Don Bosco (MWDB) – organizacja zrzeszająca młodych Polaków wokół wolontariatu na rzecz misji w Polsce oraz katolickich wyjazdów misyjnych. Jest to służba w charyzmacie salezjańskim, którego twórcą jest św. Jan Bosko.

## Cel
Celem Międzynarodowego Wolontariatu Don Bosco jest zaangażowanie młodych ludzi na rzecz misji w kraju oraz przygotowanie do wyjazdu i pracy na misjach.
SOM realizuje ten cel poprzez salezjańską formację misyjną. Wolontariusz, który pragnie wyjechać na misje jest zobowiązany do uczestnictwa w comiesięcznych ogólnopolskich spotkaniach formacyjnych w SOMie.

## Formacja
Formacja wolontariuszy uwzględnia aspekty:
- ludzki
- duchowy
- salezjański
- misyjny

Wolontariusze, którzy deklarują gotowość wyjazdu na misje, przechodzą badania psychologiczne sprawdzające ich dojrzałość emocjonalną. Dyrektor Ośrodka po konsultacji z psychologiem podejmuje decyzję odnośnie do wyjazdu wolontariusza na:
- Misje długoterminowe (rok)
- Misje krótkoterminowe (do 3 miesięcy)

Podczas czerwcowego Spotkania Młodych na Lednicy zostają posłani przez Kościół i otrzymują krzyże misyjne. Podobne posłanie dokonuje się także w parafiach, z których pochodzą.

## Historia
Międzynarodowy Wolontariat Don Bosco powstał w 2002 roku z inicjatywy Salezjańskiego Ośrodka Misyjnego w Warszawie, na prośbę ludzi młodych, którzy chcieli w duchu św. Jana Bosko pracować na misjach. Była to odpowiedź na wezwanie Ojca Świętego Jana Pawła II: 
„Jesteście niezbędni nie przez to, co możecie uczynić dzięki waszym zdolnościom i sile fizycznej, ale przez to, co możecie uczynić dzięki wierze w Boga”.
Do 2016 roku z ramienia Międzynarodowego Wolontariatu Don Bosco, na misje długoterminowe (roczne) wyjechało 130, a na misje krótkoterminowe 340 wolontariuszy.  Pracowali w krajach takich jak: Albania, Austria, Azerbejdżan, Czarnogóra, Czechy, Etiopia, Indie, Kazachstan, Kenia, Liban, Madagaskar, Mongolia, Namibia, Palestyna, Peru, Rosja, Rwanda, Sierra Leone, Uganda, Ukraina, Włochy, Zambia, Zimbabwe.

## Struktury
Na płaszczyźnie światowej Międzynarodowy Wolontariat Misyjny współpracuje z Volontariato Internazionale per lo Sviluppo (VIS) we Włoszech. Odpowiedzialnym za Międzynarodowy Wolontariat Don Bosco jest ks. Jacek Zdzieborski, dyrektor Salezjańskiego Ośrodka Misyjnego od 2016 roku. Koordynatorką pracy MWDB od 2015 roku jest Małgorzata Dadej.

## Wolontariusze
Po rocznej formacji w Salezjańskim Ośrodku Misyjnym wolontariusze wyjeżdżają na misje, aby razem z salezjanami lub siostrami salezjankami nieść pomoc ludziom najbiedniejszym na całym świecie. Pracują głównie z dziećmi i młodzieżą, są nauczycielami, pedagogami, wychowawcami, budują szkoły, przedszkola i internaty.
Wolontariusze mają możliwość wyjazdu na misje krótkoterminowe (od 1 do 3 miesięcy) i długoterminowe (roczne) do krajów Europy, Afryki, Ameryki Południowej i Azji. Na misje krótkoterminowe wyjeżdżają osoby w wieku 18–35 lat, na długoterminowe w wieku 21–35 lat.